# BSF Kurpfalz
Die BSF Kurpfalz (offiziell: Billard-Sport-Freunde Kurpfalz/Nußloch 1984 e. V.) sind ein Billardverein aus Nußloch.

## Geschichte
Der Verein entstand am 30. Juni 1998 durch die Fusion des 1985 gegründeten 1. BC Wiesloch mit dem BSC Walldorf. 1999 trat zudem der Billardverein Bad Schönborn Pool-Players dem Verein bei.
2002 gewann die erste Poolbillardmannschaft der BSF Kurpfalz den Deutschen 8-Ball-Pokal durch einen Finalsieg gegen den PBV Rotes Tuch Berlin.
In der Saison 2003/04 erreichte man in der 2. Bundesliga den dritten Platz. Nachdem man 2006 und 2007 ebenfalls Dritter geworden war, schaffte man in der Saison 2007/08 den Aufstieg in die 1. Bundesliga. Dort gelang 2009 mit dem sechsten Platz knapp der Klassenerhalt, bevor die BSF Kurpfalz 2010 mit lediglich vier Punkten in die zweite Liga abstieg. In der Saison 2011/12 gelang der Aufstieg in die Bundesliga, auf den in der Saison 2012/13 der erneut der Abstieg folgte. Ein Jahr später verpasste man als Zweitplatzierter knapp den direkten Wiederaufstieg. In der Saison 2014/15 belegte die Mannschaft den sechsten Platz und schaffte damit den Klassenerhalt, da der PBC Lingen auf die Relegation verzichtete. In der folgenden Spielzeit verpasste man als Dritter mit einem Punkt Rückstand auf den 1. PBC Karben nur knapp den Aufstieg.
Die erste Snookermannschaft des Vereins stieg 2012 in die 2. Bundesliga auf, nachdem sie zuvor mehrfach in der Aufstiegsrunde gescheitert war. In der Saison 2012/13 folgte jedoch als Siebtplatzierter mit nur sieben Punkten der Abstieg in die Oberliga. Zur Saison 2016/17 wurde die Snookermannschaft vom Spielbetrieb abgemeldet.

### Platzierungen seit 2003
| Poolbillard | Poolbillard       | Poolbillard |
| Saison      | Liga              | Platz       |
| ----------- | ----------------- | ----------- |
| 2002/03     | 1. Bundesliga     | 7           |
| 2003/04     | 2. Bundesliga Süd | 3           |
| 2004/05     | 2. Bundesliga Süd | 4           |
| 2005/06     | 2. Bundesliga Süd | 3           |
| 2006/07     | 2. Bundesliga Süd | 3           |
| 2007/08     | 2. Bundesliga Süd | 1           |
| 2008/09     | 1. Bundesliga     | 6           |
| 2009/10     | 1. Bundesliga     | 8           |
| 2010/11     | 2. Bundesliga Süd | 3           |
| 2011/12     | 2. Bundesliga Süd | 1           |
| 2012/13     | 1. Bundesliga     | 8           |
| 2013/14     | 2. Bundesliga Süd | 2           |
| 2014/15     | 2. Bundesliga Süd | 6           |
| 2015/16     | 2. Bundesliga Süd | 3           |
| 2016/17     | 2. Bundesliga Süd | 4           |
| 2017/18     | 2. Bundesliga Süd | 2           |
| 2018/19     | 1. Bundesliga     | 8           |

| Snooker | Snooker                        | Snooker |
| Saison  | Liga (Spielklasse)             | Platz   |
| ------- | ------------------------------ | ------- |
| 2002/03 | nicht bekannt                  |         |
| 2003/04 | nicht bekannt                  |         |
| 2004/05 | Baden-Württemberg-Liga (3)     | 8       |
| 2005/06 | Baden-Württemberg-Liga (3)     | 7       |
| 2006/07 | Baden-Württemberg-Liga (3)     | 2       |
| 2007/08 | Baden-Württemberg-Liga (3)     | 6       |
| 2008/09 | Baden-Württemberg-Liga (3)     | 1       |
| 2009/10 | Oberliga Baden-Württemberg (3) | 1       |
| 2010/11 | Oberliga Baden-Württemberg (3) | 1       |
| 2011/12 | Oberliga Baden-Württemberg (3) | 3       |
| 2012/13 | 2. Bundesliga Süd (2)          | 7       |
| 2013/14 | Oberliga Baden-Württemberg (3) | 2       |
| 2014/15 | Oberliga Baden-Württemberg (3) | 3       |
| 2015/16 | Oberliga Baden-Württemberg (3) | 7       |
| 2016/17 | –                              |         |

## Aktuelle und ehemalige Spieler
(Auswahl)
| - Dennis Braun - Christian Brehme - Thomas Brehme - Mehmet Cankurt - Helmut Heck - Florian Hammer - Dirk Kalinowsky - Markus Kamuf - Konstantin Knaub - Harald Perathoner - Jürgen Ritter | - Marcel Rossow - Dennis Rothaug - Kevin Schiller - Alexander Scholz - Udo Träutlein - Tina Vogelmann - Anja Vucicevic - Stevo Vucicevic - Dennis Waldecker - Geronimo Weißenberger - Bernd Woitanowski |